# Geliebter Schatz
Geliebter Schatz ist ein deutscher Spielfilm aus dem Jahre 1943. Unter der Regie von Paul Martin spielen Dorit Kreysler, Johannes Riemann und die 16-jährige Sonja Ziemann die Hauptrollen. Gábor von Vaszary, der auch am Drehbuch mitgeschrieben hatte, verfasste die literarische Vorlage, das Bühnenstück Babusch.

## Handlung
„Geliebter Schatz“ – diese beiden Worte lösen in drei Ehen fast eine Katastrophe aus, die geradewegs vor das Scheidungsgericht führt. Dies und noch viel mehr steht in einem Liebesbrief geschrieben, der reihum Zwist und Misstrauen in Paarbeziehungen streut und Ehefrauen zum Zweifeln bringt, ob der eigene Gatte nicht womöglich fremd geht. Der ganze Ärger beginnt mit Lotte Eilers, der etwas verzogenen und rebellischen hübschen und halbwüchsigen Tochter von Felix Eilers. Der feiert ausgerechnet heute seinen fünften Hochzeitstag mit Lottes Stiefmutter Eva Eilers, seiner zweiten Frau. Lotte ist von der Lehrerin nach Hause geschickt worden, weil bei ihr eben besagter leidenschaftlicher Liebesbrief gefunden wurde. Der Pedell Kielreiter, den an der Schule niemand so recht ernst nimmt und der daher von allen nur „Würmchen“ genannt wird, wird zu den Eilers‘ geschickt, um mit Lottes Eltern ein Machtwort zu sprechen. Es droht ein Schulverweis. Lotte hat Glück im Unglück, weder ihr Vater noch ihre Stiefmutter sind daheim. Und so setzt das Schulmädchen kurzerhand ihre Gouvernante Fräulein Traute unter Druck, ihre Mutter zu spielen, sollte „Würmchen“ auftauchen. Die Eltern sollen nichts vom Schulärger erfahren.
Als die Eltern wieder daheim sind, findet ausgerechnet die ahnungslose Eva den von Lotte fallengelassenen Brief auf dem Fußboden und hebt ihn auf. Erschrocken liest sie die Zeilen und stellt ihren Gatten Felix zur Rede. Felix reagiert ein wenig konfus, sodass in Eva der Verdacht aufkeimt, der eigene Ehemann sei untreu. Dem fällt nichts besseres ein als zu behaupten, dass dieses inkriminierte Schreiben seinem Arbeitskollegen Hoegner gehören könnte. Eva ist stocksauer und ruft ihre Mutter an, die für ihre Tochter prompt die Scheidung einreicht. Der am Abend stattfindende gesellschaftliche Empfang anlässlich des Hochzeitstages wird, um einen öffentlichen Skandal zu vermeiden, dennoch nicht abgeblasen. Felix versucht derweil zu retten, was zu retten ist. Er bittet Hoegner, ihm zu helfen und vor Eva zu behaupten, dass der Brief tatsächlich seiner ist. Da Hoegner aber beruflich verhindert ist, springt ein anderer Kollege, Herr Reimann, ein. Er behauptet Eva gegenüber tatsächlich, nicht nur Herr Hoegner, sondern auch der im Brief Angesprochene zu sein. Pech nur, dass wenig später der echte Hoegner ebenfalls bei Eva auftaucht und dasselbe behauptet. Hoegner wusste nichts von Felix’ kurzfristiger Arrangementänderung mit Reimann, und so ist die Katastrophe perfekt.
Evas Mutter, Frau Wittich, ein tratschsüchtiges, notorisches „Schandmaul“ und Schwiegermutteralptraum, lässt es sich nicht nehmen und informiert auch Frau Hoegner und Frau Reimann von dem Brief, sodass diese annehmen müssen, dass ihre eigenen Ehemänner gleichfalls fremdgegangen sind. Prompt sind in kürzester Zeit drei Scheidungen eingereicht. Rechtsanwalt Dr. Kuhnert, mit den Scheidungen beauftragt, findet nicht ganz zu Unrecht, dass es deutlich zu weit gehe, Scheidungen aufgrund eines einzigen, läppischen Liebesbriefes einzureichen. Nach einigen weiteren Verwicklungen kommt die Wahrheit ans Licht. Der Brief lag einst in Evas Schreibtisch, von wo ihn Lotte eines Tages entnommen hatte. Neugierig las sie den Inhalt und nahm das Schreiben auch in die Schule mit. Der adressierte „geliebte Schatz“ war niemand anderes als Evas Vater, und geschrieben hatte ihn ausgerechnet das böse Schandmaul Frau Wittich, Evas Mutter!

## Produktionsnotizen
Die Dreharbeiten zu Geliebter Schatz begannen am 21. Dezember 1942 und endeten im Februar 1943. Der Film wurde am 3. August 1943 im Berliner Orpheum-Kino und im Gloria-Palast uraufgeführt. Die Herstellungskosten betrugen moderate 874.000 RM, das Einspielergebnis lag bis Mai 1944 bei 2.678.000 RM. Damit galt Geliebter Schatz als beachtlicher Kassenerfolg.
Herstellungsgruppenleiter Hans Tost übernahm auch die Herstellungs- und Produktionsleitung. Bruno Lutz und Franz Bi gestalteten die Filmbauten. Rudolf Jugert war Regieassistent. Die in einer Nebenrolle zu sehende Renate Mannhardt hatte hier ihre erste Sprechrolle beim Film.

## Kritiken
Boguslaw Drewniak fand, Regisseur Martin habe die Bühnenvorlage Babusch „zu einem mit sprühenden Dialogen ausgestatteten Filmschwank ausgearbeitet, der in seiner guten Besetzung … die Unterhaltung bot“.

„… vorhersehbare Verwechslungskomödie …“